# 司铎祈祷会

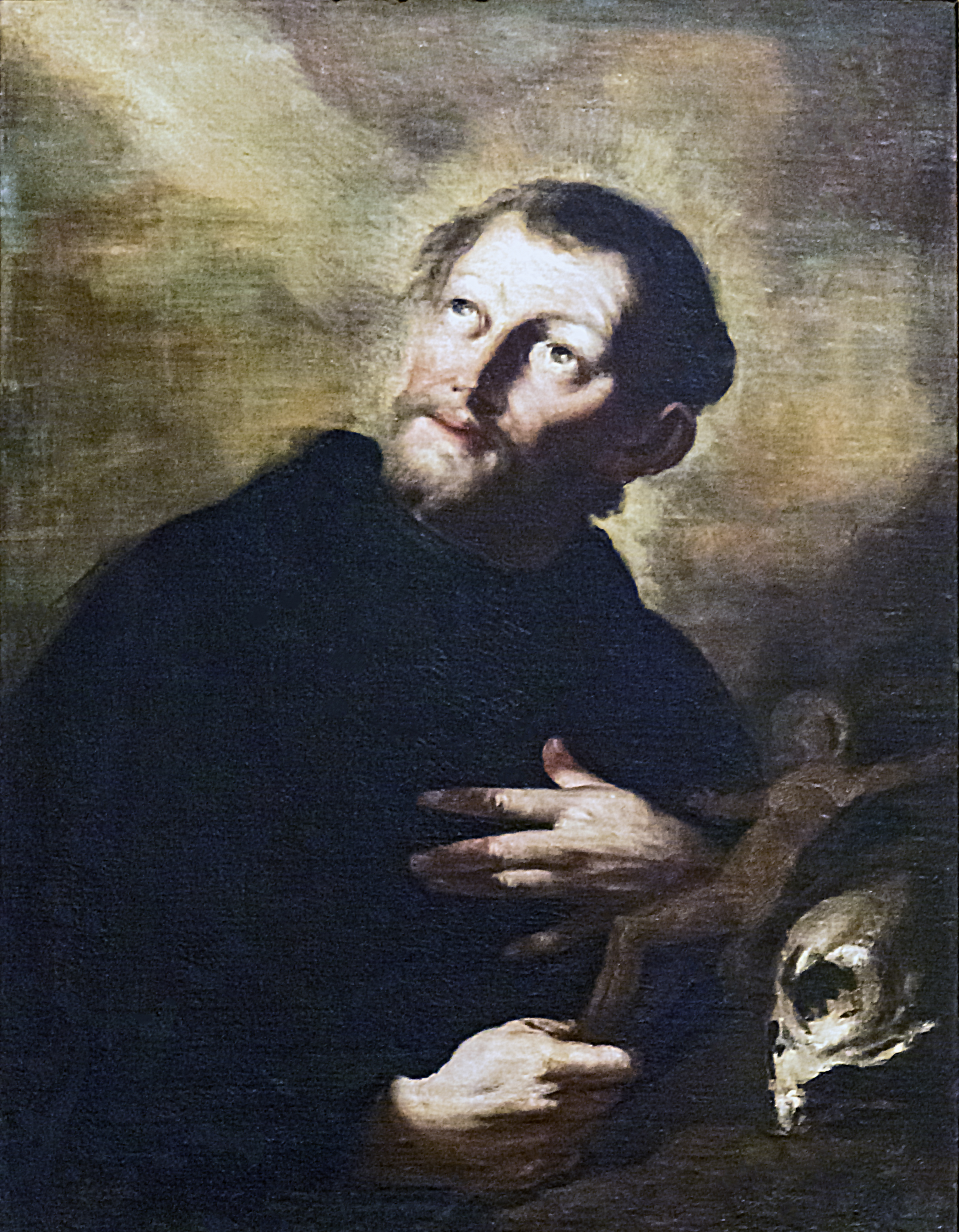
斐理伯·内利

司铎祈祷会（拉丁語：Confoederatio Oratorii Sancti Philippi Nerii；缩写CO，Oratorians）是一个罗马天主教男性修会（司铎和辅理修士），由圣斐理伯·内利（1515–1595）于1575年在罗马创立，如今已遍布世界各地，拥有70多个会院、约500名司铎。没有正式的誓言。